# 장미 (장르)
장미(薔薇 바라[*])는 창작물의 장르 중 하나로, 일본에서 파생된 장르이다. 남성 간의 동성애를 다루는 장르로, 장미 장르의 작품들은 현실의 남성 동성애자, 게이를 대상으로 한다. 야오이나 보이즈 러브(BL)는 여성을 대상으로 하며 주로 미소년과 같은 미형 캐릭터가 등장하지만 장미 장르는 건장하고 우락부락한 느낌이 들고 남성성이 강조되는 캐릭터가 주로 등장한다. 장미라는 용어의 어원은 1971년에 창간된 일본 최초의 남성 동성애 문화 잡지 장미족(薔薇族 바라조쿠[*])이다.

## 같이 보기
- 백합 (장르)
- BL (장르)